# Тужбалица
Тужбалица (нарицаљка или запевка) је песма којом се нариче, тужи за мртвим, важан је и обавезан елеменат у погребном церемонијалу. Жена која нариче зове се нарикача, тужилица или покајница. Обично туже жене, мајке, сестре, ћерке, снахе, а има доказа и о мушком тужењу. У циљу лепшег нарицања овај задатак се поверава вештим особама, те тако настају професионалне нарикаче, о чијем постојању сведочи и Вук Стефановић Караџић.

## Настанак
Поред тога што је тужбалица знак жалости, веровало се да је и она један од услова за одлазак мртвог на „онај свет“ и за продужетак живота у њему. По Војиславу Ђурићу тужбалица је жива реч која брани од заборава. “Речи имају магично дејство; оне имају моћ, да продужујући успомену, обезбеде покојнику живот с оне стране гроба; тужбалица, дакле има исти циљ који и жртве, чисто материјалне, у крви, храни и другим потребама.“
Тужбалица је вероватно настала још у периоду дивљаштва, а по тврђењима Војислава Ђурића готово и да нема земље у свету у којој обред нарицања није постојао, а негде постоји још увек.
Најстарији помени тужбалица на нашем терену могу се наћи у средњовековној књижевности, нпр. зна се да је кнегиња Милица нарицала при преношењу тела кнеза Лазара у Раваницу. Тужбалице у XV веку помиње Јурај Шижгорић у делу “De situ Illyriae et ciritate Sibenici“, а вести о тужбалицама из XVI века налазимо у путописима Стефана Герлаха и Аугерија Бузбека. Бавећи се сакупљањем народног блага, Вук Караџић је тужбалице први пут објавио 1835. године. У XX веку, између два рата, овом делатношћу се бавио Новица Шаулић, а најновије из Црне Горе, већином сабране после Другог светског рата, објавио је Вукоман Џаковић.

## Ритуал
Нарицање почиње од тренутка смрти и траје све до сахране, али се тужи и касније, до једне или више година. Нариче се над мртвацем у кући, кад га изнесу из куће, након опела, над гробом и искључиво дању од изласка до заласка сунца. Тужи се за сваким умрлим, али знатно више за виђенијим човеком у месту. Уколико је покојник умро ван куће, тада се нариче над нечим што је његово, јер се сматрало да га то замењује.
Нарицање је било праћено спољним ритуалним радњама. Жене су себи одсецале косе, гребале лице, ударале песницама у прса, а људи су се, исто тако ударали у главу.
Нарикаче могу тужити појединачно, једна за другом, две наизменично, или више њих у групи. Ако се нариче у двоје, прва тужилица обилази одар, а друга је следи и понавља за њом сваки стих, а ако је у питању скупно тужење, жене у скупу редом прихватају стих оне која је започела с тужењем или свака испева нови стих.
Вук Караџић је пишући о нарицању за мртвима у Паштровићима забележио обичај тужења у колу:  ... Жене од рода покојникова ухвативши се за руке, као у колу, над њиме поклањајући се запевају. Сваки се стих запијева по два пута: једна жена, као коловођа, почиње, а остале јој помажу, изговарајући за њом кад по други пут стих запијева само последњу стопу од стиха.

## Карактеристике
Вук Караџић је уочио још једно битно обележје тужбалица, а то је непостојаност поетског ткива и њихово настајање импровизовањем, тј. ствара се нова песма за сваки посебан случај. Забележио је да ... Како се осећа и зна, онако и нариче" и да се у свакој кући за свакијем мртвацем друкчије нариче, па што данас једна покајница смисли и намјести, оно се сјутра заборави. Као једини пример постојаног нарицања у стиховима издваја нарицање у Паштровићима.
Тужбалице се, још како је Вук приметио, разликују од случаја до случаја у зависности од тога за киме се тужи, да ли за сином, кћерком, братом, мужем, девером, свекром, виђенијим човеком, погинулим јунаком или младим особама, те се из тих разлога импровизује.
Међутим, без обзира што су тужбалице плод импровизације, оне имају своје сталне делове који служе нарикачи као модел – стожер: обраћање покојнику као живом, разговор тужилица, хвала покојнику, прекор због остављених драгих, начини жаљења за умрлим, сусрети покојника на " оном свету" са раније умрлима, слика "оног света" . Тужбалица за јунаком има и слике дотадашњег војевања јунака, приказ јуначке погибије, понос родбине и величање такве смрти, мотиви освете и клетве, слање поздрава мртвим јунацима и проширење тужења за свима њима. Све наведене сегменте нарицаљки морамо прихватити условно, они нису заступљени у свим тужбалицама, нити су поређани истим редом.